# Rostom av Kartli
Rostom av Kartli, död 1658, var en georgisk monark. Han var kung i kungariket Kartli mellan 1633 och 1658.